# UCF Knights

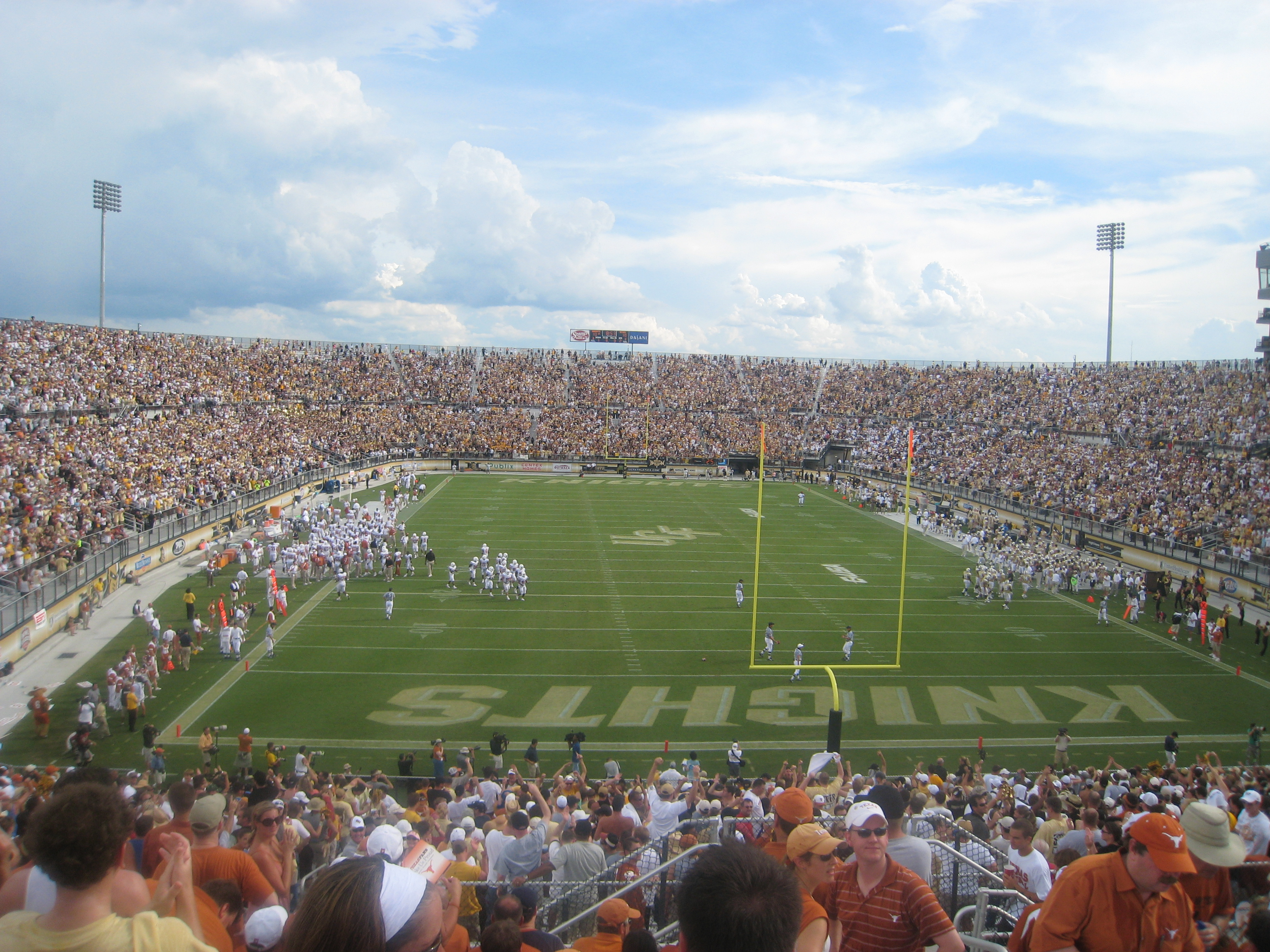
Acrisure Bounce House.

UCF Knights o Central Florida Knights (Caballeros de la Florida Central) es el nombre de los equipos deportivos de la Universidad de Florida Central, situada en Orlando, Florida. Los equipos de los Knights participan en las competiciones universitarias organizadas por la NCAA, y forma parte de la Big 12 Conference. El equipo de fútbol masculino compite en la Sun Belt Conference porque la Big 12 patrocinan ese deporte sólo para mujeres.

## Apodo
A los equipos deportivos de la UCF se les conocía hasta hace poco como los Golden Knights, pero el 4 de mayo de 2007 la universidad presentó su nuevo logo en el cual se desprenden del adjetivo golden (dorado), llamándose simplemente Knights (caballeros). Antes de todo eso, desde su incorporación a las competiciones universitarias en 1970, hasta 1993 fueron conocidos como Knights of Pegasus (Caballeros de Pegaso), sobrenombre que se cambió para intentar arreglar las pobres ventas de productos de merchandising.

## Equipos
Los Knights tienen 16 equipos oficiales, 6 masculinos y 10 femeninos:
| - Masculino - Baloncesto - Fútbol - Golf - Tenis - Béisbol - Fútbol americano | - Femenino - Baloncesto - Fútbol - Golf - Tenis - Sófbol - Cross - Atletismo - Atletismo en pista cubierta - Remo - Voleibol |

## Fútbol americano
Desde la creación del equipo, en 1979, hasta 2007, cuando se mudaron al Acrisure Bounce House (también conocido como
"Bounce House"), los Knights disputaban sus partidos en el Estadio Citrus Bowl. El equipo competía en la División III de la NCAA hasta 1982, cuando pasó a la División II. En 1990 se incorporó definitivamente a la División I de la NCAA, en la subdivisión I-AA, y en 1996 en la subdivisión I-A (actualmente denominada FBS).
Ganó el Fiesta Bowl de la temporada 2013.
Un total de 12 jugadores han llegado a la NFL.

## Baloncesto
Son miembros de la División I desde 1994, y desde entonces han conseguido llegar a la fase final del Torneo de la NCAA en 4 ocasiones, la última de ellas en 2005. Dos jugadores han llegado a la NBA, Tacko Fall y Mark Jones, disputando este último 10 partidos en las filas de Orlando Magic.